# Çekmeköy
Çekmeköy és un districte d'Istanbul, Turquia, situat en la part anatòlia de la ciutat.

## Mahalleler
Alemdağ  ·  Aydınlar  ·  Cumhuriyet  ·  Çamlık  ·  Çatalmeşe  ·  Ekşioğlu  ·  Güngören  ·  Hamidiye  ·  Kirazlıdere  ·  Mehmet Akif  ·  Merkez  ·  Mimarsinan  ·  Nişantepe  ·  Ömerli  ·  Soğukpınar  ·  Sultançiftliği  ·  Taşdelen